# 히가시한다촌
히가시한다촌(東飯田村)은 일본 오이타현 구스군에 설치되었던 촌이다. 현재의 고코노에정의 일부에 해당한다.